# Stadio Arquitecto Antonio Eleuterio Ubilla
Lo stadio Municipal Arquitecto Antonio Eleuterio Ubilla è uno stadio di calcio di Melo, in Uruguay. Ospita le partite interne del Cerro Largo ed ha una capienza di 9 000 posti a sedere.